# DMDM-Hydantoin
DMDM-Hydantoin ist eine chemische Verbindung aus der Gruppe der Hydantoine und ein Amid-Formaldehyd-Additionsprodukt. Die Verbindung wird als Biozid verwendet.

## Verwendung
DMDM-Hydantoin ist ein starkes Bakterizid mit fungizider Wirkung, welches durch Abspaltung von Formaldehyd wirkt und deshalb als Konservierungsmittel in Kosmetika eingesetzt wird.